# Genre dans les études de sécurité
Le genre est un sujet étudié dans les études de sécurité, un sous-domaine des relations internationales et de la politique comparée,,,.

## Genre et conflit international
Des études ont examiné si le genre des dirigeants affecte le déclenchement d'une guerre. Une étude de 2015 sur les caractéristiques des dirigeants et le déclenchement de la guerre n'a trouvé aucune relation significative entre le sexe des dirigeants et le déclenchement de la guerre. Une étude de 2020 dans Security Studies par Madison Schramm et Alexandra Stark, a révélé que les femmes dirigeantes sont plus combatives dans certains contextes institutionnels : « les effets du genre d'un dirigeant sur la prise de décision en matière de politique étrangère varient en fonction du contexte social et institutionnel. Pour gagner et conserver leur statut dans les groupes politiques d'élite, les femmes dirigeantes sont incitées à faire preuve de genre en signalant leur ténacité et leur compétence en déclenchant un conflit." Une étude de 2020 dans le Journal of Political Economy a révélé que les régimes politiques européens dirigés par des reines entraient plus en guerre que les régimes dirigés par des rois. Alors que les reines célibataires étaient plus susceptibles d'être attaquées que les rois célibataires, les reines mariées étaient plus susceptibles d'attaquer que les rois mariés."
Une étude de 2018 parue dans l' American Journal of Political Science révèle que les femmes ont toujours été exclues des postes de direction dans les ministères de la Défense, "en particulier dans les États engagés dans des conflits mortels, gouvernés par des dictateurs militaires et de grands dépensiers militaires". Une étude de 2020 dans l'Organisation internationale indique que ce n'était pas la démocratie en soi qui réduisait les perspectives de conflit, mais me fait que le suffrage des femmes soit assuré ou non. L'étude soutenait que "les préférences plus pacifiques des femmes génèrent une paix démocratique dyadique (c'est-à-dire entre les démocraties), ainsi qu'une paix monadique". Selon une étude de 2016, les données d'enquête sur la période 1982-2013 ont indiqué qu'il existait des différences systématiques dans les attitudes à l'égard du recours à la force chez les hommes et les femmes.
Selon une étude réalisée en 2020 par Joshua A. Schwartz et Christopher W. Blair, les stéréotypes de genre sur les dirigeants entraînent des coûts d'audience, car les femmes dirigeantes sont punies plus sévèrement pour avoir reculé après avoir proféré des menaces.

## Genre et conflit civil
Des études ont examiné comment le genre est lié à la violence dans les guerres civiles. Selon Reed M. Wood, les groupes rebelles recrutent des combattantes parce qu'elles sont une ressource sur le champ de bataille, ainsi qu'un outil de propagande important pour le public national et international. Une étude de 2021 de l'Organisation internationale a révélé que les attentats-suicides féminins étaient plus meurtriers dans les pays aux normes de genre régressives. Une étude réalisée en 2003 par Charli Carpenter dans International Organization a révélé que les discours sur le genre et la victimisation façonnaient le comportement des agences de protection civile envers les victimes de la violence de la guerre civile : même si les hommes adultes étaient les plus exposés au risque de massacre pendant les guerres de Yougoslavie, l'attention des civils les agences de protection s'occupaient massivement de la protection des femmes et des enfants. Les recherches de Dara Kay Cohen ont expliqué que le viol dans les guerres civiles était enraciné dans des logiques stratégiques pour renforcer la cohésion des groupes militaires.